# Psammoduon
Genre
Psammoduon est un genre d'araignées aranéomorphes de la famille des Zodariidae.

## Distribution
Les espèces de ce genre se rencontrent en Afrique du Sud et en Namibie.

## Liste des espèces
Selon World Spider Catalog (version 17.5, 19/10/2016) :
- Psammoduon arenicola (Simon, 1910)
- Psammoduon canosum (Simon, 1910)
- Psammoduon deserticola (Simon, 1910)

## Publication originale
- Jocqué, 1991 : A generic revision of the spider family Zodariidae (Araneae). Bulletin of the American Museum of Natural History, no 201, p. 1-160 (texte intégral).